# دیکرومنتس یاکاندا
دیکرومنتس یاکاندا (نام علمی: Dichromanthus yucundaa) نام یک گونه از تیره ثعلبیان است.